# Liste der Kardinalskreierungen Gregors IV.
Papst Gregor IV. (827–844) kreierte in den 17 Jahren seines Pontifikates insgesamt vier Kardinäle.

## 827
- Luciano, Kardinalpriester mit der Titelkirche Sant’Eusebio † vor 853

## 829
- Elarius, Kardinalpriester mit der Titelkirche Santa Prassede † (unbekannt)

## 842
- Hadrian, Kardinalpriester mit der Titelkirche San Marco; wurde am 13. November 867 als Hadrian II. Papst; † 14. Dezember 872[2]

## 844
- Lucino, Kardinaldiakon (Titeldiakonie unbekannt) † (unbekannt)